# جون ميتشل نوتال
جون ميتشل نوتال (بالإنجليزية: John Mitchell Nuttall)‏ (و. 1890 – 1958 م) هو فيزيائي، ومهندس، وأستاذ جامعي من المملكة المتحدة .

## التعليم
تعلم في جامعة مانشستر

## أعمال بارزة
من أهم أعماله:
- Geiger–Nuttall law.

## الخدمة العسكرية
خدم في الجيش البريطاني.